# Bataille d'Alsace
Ne doit pas être confondu avec la bataille du Rhin qui aboutit à l'invasion de l'Alsace par l'armée allemande en 1940.
Seconde Guerre mondiale
La bataille d'Alsace ou campagne d'Alsace est l'ensemble des opérations militaires ayant abouti à la libération de l'Alsace par les Alliés, principalement français, durant la période comprise entre le mois de novembre 1944 et celui de mars 1945.

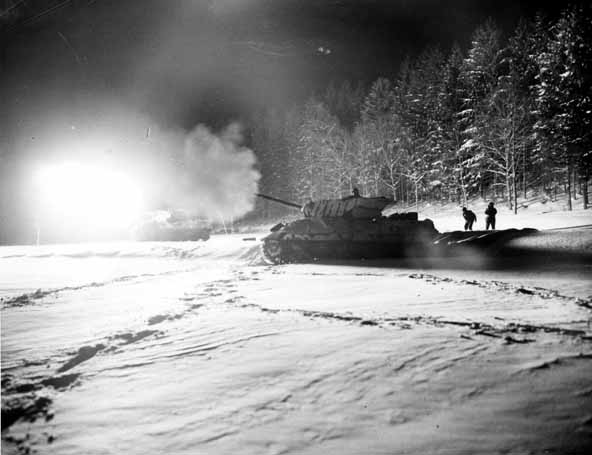
Le 26 janvier 1945 guerre mondiale, un char américain ouvrant le feu dans la neige, près de Sparsbach.

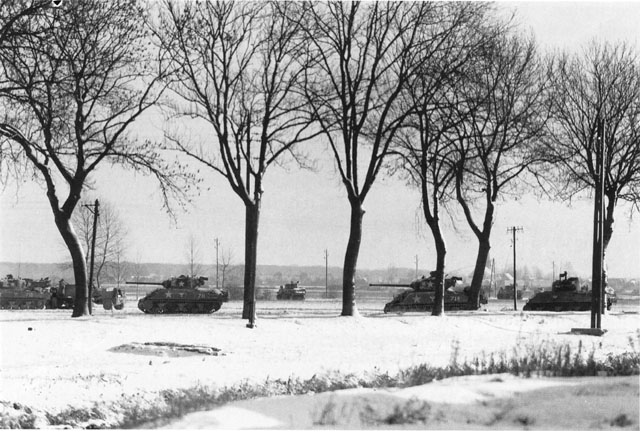
Chars américains en progression en janvier 1945 en direction de Drusenheim.

## Contexte
Dans la deuxième phase de la Seconde Guerre mondiale, les Alliés ont débarqué en Normandie à partir du 6 juin 1944 et en Provence à partir du 15 août 1944. Ces deux nouveaux fronts se sont étendus et ont permis en quelques mois la libération d'une grande partie du territoire français, à l'exception des « poches de l'Atlantique » et de l'Alsace, région où se concentre l'effort des troupes alliées, principalement des troupes françaises, à partir de novembre 1944.

## Déroulement
Les opérations sont déclenchées à partir des Vosges et de la Trouée de Belfort menant à la libération de nombreuses villes comme Héricourt, Montbéliard et Delle. La  1re division blindée du lieutenant Jean de Loisy, sous le commandement du général Béthouart libère Lure, Servance et Travexin, avant de foncer vers le Rhin. Après plusieurs affrontements, il atteint Rosenau et est le premier officier français à atteindre le Rhin le 19 novembre 1944. Le lendemain, il lance une offensive sur Mulhouse. Il est épaulé par le 2e bataillon du 6e RTM (Régiment de tirailleurs marocains), et assisté par les FFI sur place. Le 23 novembre, Mulhouse est libérée, mais le lieutenant Jean de Loisy trouve la mort. 
Le même jour, la 2e DB du général Leclerc libère Strasbourg avec l'aide des FFI, mais les combats ne cessent qu'au 25 avec la capitulation du général Vaterrodt,. Ce même 25 novembre, Belfort redevient aussi française à cette date grâce aux efforts conjoints de la 1re armée (France, 1944-1945) et des FFI. 
Le 28 novembre, La Division Leclerc atteint le secteur d’Erstein, à 15 km au sud-ouest de Strasbourg, où elle est stoppée par la vive résistance de la XIXe armée allemande.
Proche de Mulhouse, les combats se poursuivent dans la Forêt de la Hardt, formant progressivement la Poche de Colmar. Bien que la bataille de la poche ne débute officiellement que le 20 janvier, les Alliés commencent à diminuer ce territoire dès le décembre : Thann est libérée le 8, suivie de Kientzheim le 17, Kaysersberg et Ammerschwihr le 18, puis Bennwihr le 25 décembre.
Pendant ce temps, plus au nord, l'Opération Queen, lancée le 16 novembre par les Alliés en Rhénanie, se poursuit jusqu’au 16 décembre, sans percée décisive. C’est à cette date que les Allemands lancent leur grande contre-offensive dans les Ardennes, prenant les Alliés par surprise.
L'une des dernières offensives de la Wehrmacht, l'opération Nordwind, est déclenchée dans la nuit du 31 décembre 1944 au 1er janvier 1945. À ce moment, Eisenhower, commandant en chef, veut retraiter et évacuer temporairement l'Alsace, mais le général de Gaulle s'y oppose, et fait envoyer des renforts pour la défense de Strasbourg. La contre-attaque allemande est enrayée,.
Le général de Lattre, commandant la 1re armée française, lance la double offensive de ses deux corps d'armée pour vaincre la poche de Colmar. Le 1er corps d'armée opère depuis Mulhouse ; le 2e corps d'armée, aidé par le 21e corps d'armée américain, avancent du nord-ouest vers Neuf-Brisach. Les Français pénètrent dans Colmar le 2 février 1945 ; la poche de Colmar est réduite le 9 février,.
La dernière partie de l'Alsace, de la Moder à la frontière, est libérée du 15 au 19 mars 1945.